# Smithers Airport
Smithers Airport är en flygplats i Kanada. Den ligger i den centrala delen av landet, 3 700 km väster om huvudstaden Ottawa. Smithers Airport ligger 521 meter över havet.
Terrängen runt Smithers Airport är varierad. Runt Smithers Airport är det glesbefolkat, med 8 invånare per kvadratkilometer.. Närmaste större samhälle är Smithers, 5,0 km söder om Smithers Airport.
I omgivningarna runt Smithers Airport växer i huvudsak barrskog.